# Imperio uadai
El Imperio uadai, wadai o waday (según la  ortografía francesa: Imperio ouaddai u ouaddaï) fue un antiguo reino africano (1635-1912), originariamente no musulmán, en el actual Chad, situado al este de lago Chad, al noreste del Reino de Baguirmi, y al oeste de Darfur.
Surgió en el siglo XVI como un desprendimiento del sultanato de Darfur.

## Historia

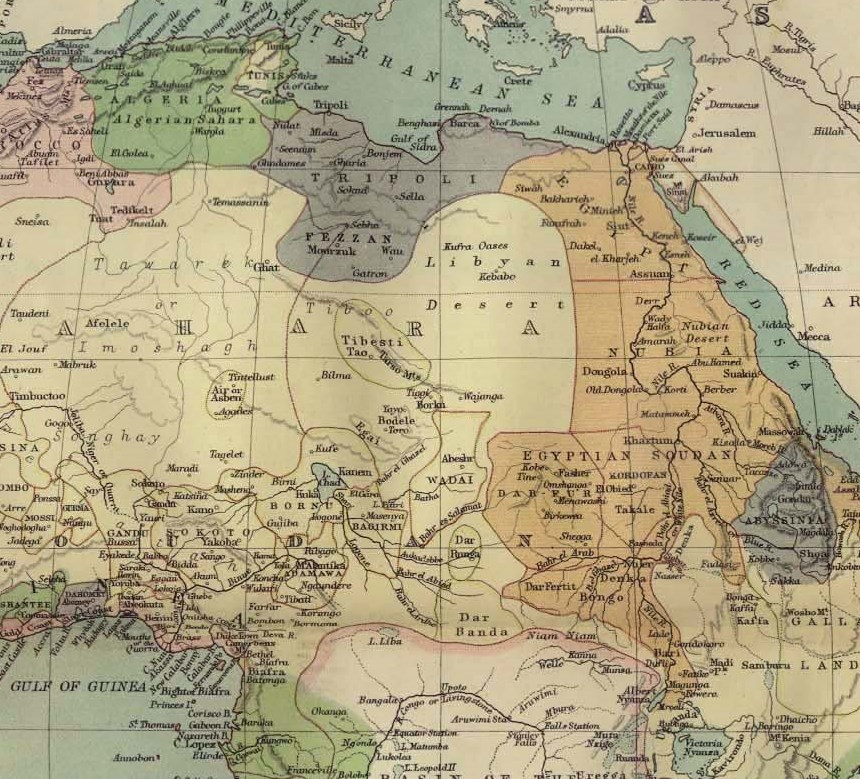
El imperio wadai (en el centro del mapa) y estados vecinos en 1885.

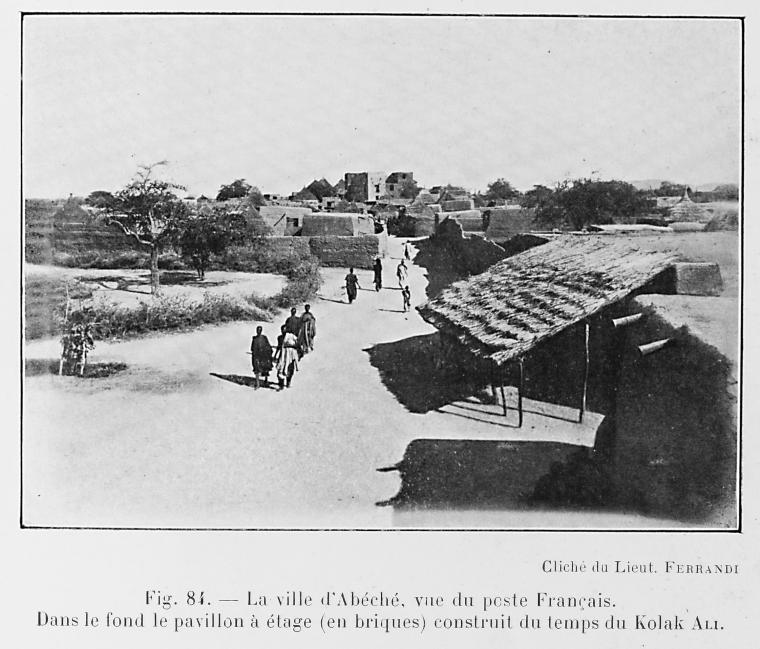
Vista de Abeché, con edificios construidos por el último sultán de Uadai, Ali Kolak. Foto tomada después de la anexión francesa, aprox. 1918.

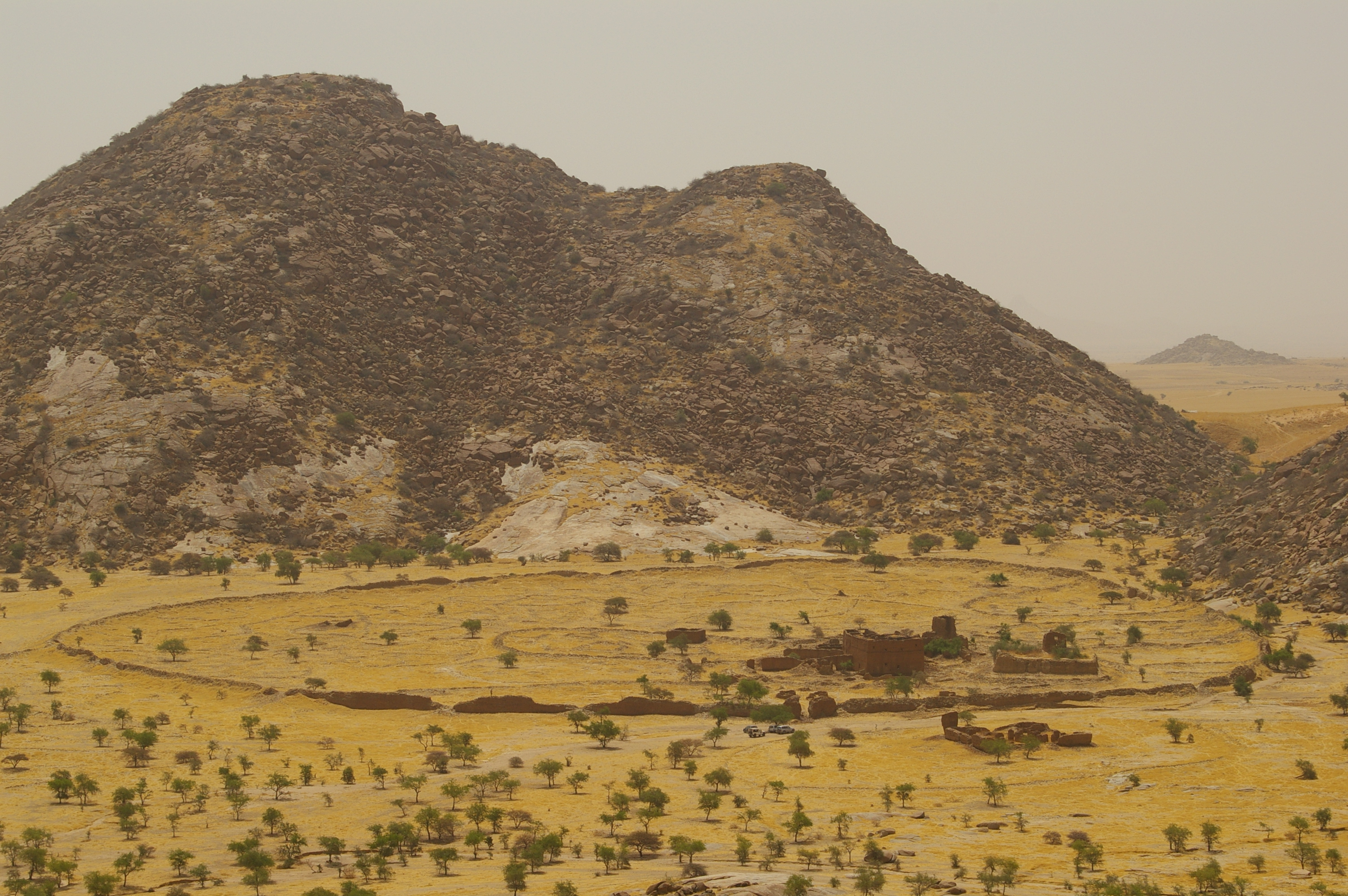
Ruinas de la ciudad de Uara, antigua capital del Imperio uadai.

En 1635, el pueblo maba y otros pequeños grupos de la región, se unieron bajo la bandera islámica de Abd al-Karim, que dirigió una invasión desde el este y derrocó a la dinastía tunjur que gobernaba el país. Desde entonces Abd al-Karim se convirtió en el primer kolak o sultán, de una dinastía musulmana que duró hasta la llegada de los franceses. Durante gran parte del siglo XVIII, Uadai resistió la reincorporación a Darfur.
Alrededor del año 1800, durante el reinado de Sabun, el sultanato de Uadai comenzó a expandir su poder, beneficiándose de su posición estratégica sobre las rutas comerciales transaharianas. Para esa época se descubrió una nueva ruta comercial hacia el norte, a través de Ennedi, Kufra y Bengasi, y Sabun equipó caravanas reales para sacar provecho de ella. Comenzó a acuñar su propia moneda, y a importar cota de malla, armas de fuego y asesores militares del Norte de África. Los sucesores de Sabun fueron menos capaces que él, y Darfur aprovechó una disputa por la sucesión al trono en 1838 para poner a su propio candidato en el poder en Uara, la capital de Uadai. Esta táctica sin embargo fracasó, cuando el candidato, Muhammad Sharif, rechazó la intromisión de Darfur e hizo valer su propia autoridad. Al hacerlo, se ganó la aceptación de las distintas facciones existentes, y llegó a ser reconocido como el gobernante más capaz del país.
Sharif llevó a cabo varias campañas militares hacia el oeste, hasta el Kanem-Bornu, y estableció la hegemonía de Uadai sobre el Reino de Baguirmi y otros reinos, llegando tan lejos como el río Chari. En La Meca, Sharif se reunió con el fundador de la hermandad islámica Senussi (o Sanūsiyya), un movimiento que era fuerte entre los habitantes de Cirenaica (en la actual Libia) y que se convertiría en una importante fuerza política, dirigiendo la resistencia contra la expansión colonial francesa. El belicoso país de Uadai, se opuso a la dominación francesa hasta que resultó vencido en 1912. Su antiguo territorio pasó a formar parte de la independiente República de Chad, luego de la independencia de ese país en 1960.
La moderna región de Uadai, en Chad, ocupa una parte de la zona del antiguo reino. Su ciudad principal es Abéché.

## Economía
Los recursos del estado provenían del comercio de esclavos y la capacidad de sus expediciones de asalto para abastecer a las caravanas transaharianas. La mayor expansión económica estuvo a cargo de los sultanes del siglo XIX. 'Abd al-Karim Sabun (1805-1815) promovió el islam, controló el comercio y equipó a su ejército con cota de malla y armas de fuego para asaltar y saquear Baguirmi y Bornu.